# Андрофилия
Андрофилия — влечение к мужчинам или мужским чертам. Это термин, используемый в поведенческих науках для описания сексуальной ориентации как альтернатива гендерной бинарной гомосексуальной и гетеросексуальной концептуализации.
Андрофилия может быть выражена в эмоциональном, физическом или сексуальном влечении к мужчинам. Она может быть направлена на мужчин любого возраста, но чаще встречается у мужчин, которые испытывают влечение к взрослым мужчинам.
Андрофилия может быть связана с различными факторами, включая биологические, психологические и социальные. Биологические факторы могут включать гормоны, генетику и анатомию. Психологические факторы могут включать самооценку, самовосприятие и отношения. Социальные факторы могут включать культуру, религию и воспитание.

## История
Термин «андрофилия» был впервые использован в XIX веке немецким психологом Карлом Унгерштедтом. Он использовал его для описания сексуального влечения к мужчинам.
В 20 веке термин «андрофилия» стал использоваться в более широком смысле для описания влечения к мужским чертам, а не только к мужчинам. Это было связано с ростом понимания того, что сексуальная ориентация является континуумом, а не бинарным выбором.

## Типы андрофилии
Андрофилия может быть разделена на несколько типов в зависимости от того, как она выражается.
- Эмоциональная андрофилия — это влечение к мужчинам на эмоциональном уровне. Оно может выражаться в форме дружбы, привязанности или любви.
- Физическая андрофилия — это влечение к мужчинам на физическом уровне. Оно может выражаться в форме сексуального влечения, симпатии или восхищения.
- Сексуальная андрофилия — это влечение к мужчинам на сексуальном уровне. Оно может выражаться в форме сексуальных фантазий, желаний или действий.

## Андрофилия и гендер
Андрофилия не обязательно связана с гендерной идентичностью. Человек может идентифицировать себя как мужчина, женщина или небинарный человек и при этом испытывать андрофилию.

## Андрофилия и общество
Андрофилия часто встречается в обществе, но она может быть табуизирована или дискриминирована. Это связано с тем, что общество часто ассоциирует сексуальность с гетеросексуальностью.